# Несмеянов, Николай Александрович
Николай Александрович Несмеянов (7 января 1932 года — 19 октября 1982 года) — советский химик-органик, доктор химических наук, с 1974 года профессор Московского университета.

## Биография
Родился седьмого января 1932 года в Москве, в семье химиков. Отец — Александр Николаевич, мать — Нина Владимировна Коперина. В 1940 году поступил в первый класс седьмой школы, после начала Великой Отечественной войны был эвакуирован с семьей в Казань. В 1944 году вернулся в шестнадцатую московскую школу. В 1950 году поступил в Московский государственный университет на химический факультет, закончив который поступил в аспирантуру на кафедру органической химии в 1955 году. В 1958 году Николай Несмеянов защитил кандидатскую диссертацию на тему «Взаимное влияние заместителей в ядре ферроцена» и начал работу в качестве научного сотрудника в лаборатории теоретических проблем органической химии. В течение своей научной работы посещал конференции в Англии и Германии (1960-е годы) в качестве научного делегата. В мае 1972 года Несмеянову была присуждена степень доктора химических наук за вклад в исследования химии илидов элементов V группы . До 1979 года Николай Несмеянов продолжал вести активную научную деятельность, участвовал в общемосковских коллоквиумах и общесоюзных конференциях. Николай Александрович умер в 1982 году от остановки сердца (50 лет).

## Научная деятельность
В конце 50-х начале 60-х годов Несмеянов занимался исследованием ядра ферроцена. Он открыл новые карбоновые кислоты ферроцена и исследовал влияние различных заместителей на силу этих кислот, расширив взгляд химиков на влияние индуктивного и мезомерного эффекта.
В 60-х годах Николай Несмеянов выполнил ряд работ по исследованию меркурированных солей фосфония и алкилированию трифенилфосфина. В эти годы им было совершено множество открытий в механизме электрофильного замещения у насыщенного атома углерода.
70-е годы Несмеянов посвятил химии илидов мышьяка, фосфора и серы. Эти работы стали особенно важными в развитии химии. Было показано преимущество мышьяка перед другими реактивами Виттига и в том числе был предложен новый механизм протекания реакции Виттига. В декабре 1971 года Николай Несмеянов защитил докторскую диссертацию на тему «Химия илидов элементов V группы». Результаты его исследований в этой области были доложены на международных конгрессах, Ломоносовских чтениях и других конференциях.

## Педагогическая деятельность
Начиная с 1958 года Николай Несмеянов вёл активную педагогическую работу в виде практических и семинарских занятий среди студентов химического факультета Московского государственного университета. В 1974 году в соавторстве с отцом, акад. А. Н. Несмеяновым опубликовал учебник «Начала органической химии», который впоследствии был переведён на английский язык. Начиная с 1977 года читал курс лекций по органической химии для студентов-радиохимиков.

## Семья
В 1953 году женился на Татьяне Борисовне. Имел одного сына  Александра.